# Giovanni Passerini
Giovanni Passerini (Pieve di Guastalla, 23 giugno 1816 – Parma, 17 aprile 1893) è stato un botanico, entomologo e micologo italiano.
Insegnò botanica all'Università di Parma e fu l'autore di molte pubblicazioni scientifiche sugli afidi. La sua collezione di 5.500 esemplari suddivisi in 52 generi e 89 specie, fa attualmente parte del Museo di Storia Naturale dell'Università di Parma.
Dal 1843 al 1893 Passerini fu direttore dell'Orto botanico di Parma
Nel 1875 fu il primo presidente della sezione parmense del Club Alpino Italiano e nel 1883 divenne socio dei Lincei.

## Pubblicazioni
- Gli insetti autori delle galle del Terebinto e del Lentisco insieme ad alcune specie congeneri, Giornale Giardini Orticolt. 3: 258-265 (1856).
- Gli afidi con un prospetto dei generi ed alcune specie nuove Italiane, Parma, Tipografia Carmignani 40 pp. (1860).
- Aphididae Italicae hucusque observatae, Arch. Zool. Anat. Fisiol. 2: 129-212 (1863).